# Супергрупа мінералів
Супергрупа (надгрупа) мінералів є підрозділом четвертого рівня класифікації мінералів, вона включає дві або більше групи мінералів, що мають, по суті, однакову структуру і складаються з хімічно подібних елементів. Супергрупа зазвичай включає групи мінералів, що належать до одного класу мінералів, але є винятки, такі як супергрупа алуніту, або супергрупа гранатів. Бувають випадки, коли до групи входять окремі мінералогічні види, такі як ванадиніт, який є єдиним ванадатом, що належить до супергрупи апатиту.